# Aleksiej Kruczonych
Aleksiej Jelisiejewicz Kruczonych (ros. Алексей Елисеевич Кручёных; ur. 9 lutego?/21 lutego 1886 w Olewsku, zm. 17 lipca 1968 w Moskwie) – rosyjski pisarz, poeta i teoretyk kubofuturyzmu okresu rosyjskiego srebrnego wieku, współautor (z D. Burlukiem, W. Chlebnikowem i W. Majakowskim) futurystycznych manifestów poetyckich (1910–1913) oraz (wraz z W. Chlebnikowem) twórca tzw. języka pozarozumowego.

## Życiorys
Pochodził z rodziny chłopskiej. Jego ojciec był Sybirakiem, matka – Polką. W roku 1906 ukończył studia artystyczne w Odessie. W 1907 zamieszkał w Moskwie i rozpoczął pracę w dziennikarstwie. Od 1912 przystąpił do kręgu futurystów, związanych z grupą Hylaea. Wraz z Majakowskim, Burliukiem i Chlebnikowem opublikował manifest „Policzek wymierzony powszechnemu smakowi” (ros. Пощёчина общественному вкусу). Uczestniczył w almanachach futurystów.
Był głównym teoretykiem i praktykiem „poezji pozarozumowej”. Zasłynął dzięki glosolalicznemu pięciowierszowi z 1913:
dyr buł szczyl

ubieszszczur

skum

wy so bu

r ł ez.
Kruczonych twierdził, że „w tym pięciowierszu jest więcej rosyjskości, niż w całej poezji Puszkina”.
W 1916 ożenił się z malarką Olgą Rozanową. W okresie I wojny światowej i rewolucji październikowej przebywał w Gruzji, w Tbilisi założył grupę futurystów „410”. Po powrocie do Moskwy w latach dwudziestych zbliżył się do grupy LEF. Utrzymywał się z antykwarycznego handlu książkami. Publikował swoje utwory futurystyczne w niewielkich nakładach, drukowane na powielaczu.
Razem z Wielimirem Chlebnikowem (prolog), Michaiłem Matiuszynem (muzyka) i scenografią Kazimierza Malewicza, stworzył „pierwszą operę futurystyczną”: Zwycięstwo nad słońcem (Победа над солнцем), do której napisał libretto. Prapremiera tego dzieła awangardy rosyjskiej odbyła się 3 grudnia 1913 w Sankt Petersburgu.
W latach trzydziestych, po samobójstwie Majakowskiego i rozstrzelaniu przyjaciela, Igora Terentiewa, zaniechał twórczości. W latach 1950. sprzyjał poetom młodego pokolenia.

## Wybrana twórczość[2]

### Zbiory wierszy
- 1912 – Mirskonca (ros. Мирсконца)
- 1912–1913 – Starinnaja lubow’. Buch lesinyj (ros. Старинная любовь. Бух лесиный)
- 1913:
  - Pomada (ros. Помада)
  - Wzorwal (ros. Взорваль)
  - Wozropszczem (ros. Возропщем)
  - Porosiata (ros. Поросята)
  - Utinoje gniezdyszko... durnych słow (ros. Утиное гнездышко… дурных слов)
- 1915 – Zaumnaja gniga (ros. Заумная гнига)
- 1916 – Wojna (ros. Война)
- 1917 – Uczites’ chudogi (ros. Учитесь худоги)
- 1922:
  - Gołodniak (ros. Голодняк)
  - Zudiesnik (ros. Зудесник)
- 1927 – Czetyrie fonieticzeskich romana (ros. Четыре фонетических романа)
- 1930 – Ironiada (ros. Ирониада)
- Te li le (ros. Тэ ли лэ)

### Publicystyka
- 1923:
  - Apokalipsis w russkoj lit-rie (ros. Апокалипсис в русской лит-ре)
  - Faktura słowa (ros. Фактура слова)
  - Sdwigołogija russkogo sticha (ros. Сдвигология русского стиха)
- 1925 – LEF agitki Majakowskogo, Asiejewa, Trietjakowa (ros. ЛЕФ агитки Маяковского, Асеева, Третьякова)
- 1926 – Na bor’bu s chuliganstwom w litieraturie (ros. На борьбу с хулиганством в литературе)
- 1927 – Nowoje w pisatielskoj tiechnikie (ros. Новое в писательской технике)
- 1928 – 15 let russkogo futurizma (ros. 15 лет русского футуризма)
- Słowo kak takowoje (ros. Слово как таковое)
- Tajnyje poroki akadiemikow (ros. Тайные пороки академиков)